# Vildget
Vildget (Capra aegagrus) är stamformen till tamgeten. Djuret lever i västra Asien och listas som nära hotad.

## Kännetecken
Vildgetter når en kroppslängd mellan 1,2 och 1,6 meter och en vikt mellan 25 och 95 kilogram. Därtill kommer en 15 till 20 centimeter lång svans. Mankhöjden ligger mellan 0,7 och 1,0 meter. Djuret har en robust kroppsbyggnad med kraftiga extremiteter och breda hovar.
Ofta har hannar under vintern en silvervit päls på ovansidan. Undersidan och delar av ansiktet är svartbrun. På getens rygg finns en längsgående svartaktig strimma, dessutom finns en strimma när djurets skuldra från ryggen till bröstet. Fram till sommaren blir pälsen kortare och mera rödbrun. Honor har hela året en gulbrun päls men har likaså en mörk strimma på ryggen.
Horn finns hos bägge kön men hannarnas horn är betydligt större. Honornas horn är 20 till 30 cm långa, jämförelsevis tunna och lite böjda. Hannarnas horn påminner om en bakåtböjd sabel och når upp till 1,3 m längd.

## Utbredning och habitat
Artens ursprungliga utbredningsområde sträckte sig över större delar av västra Asien. Vildgeten förekom från Anatolien över Kaukasusregionen till Afghanistan och Pakistan. Populationer i Oman och på några grekiska öar var troligen förvildade tamgetter.
De finns i olika habitat, bland annat bergsregioner upp till 4 200 meter över havet, ökenområden och skogar.

## Levnadssätt
Vildgetter letar efter föda främst på morgonen (under gryningen) och senare på eftermiddagen (fram till skymningen). I särskilt varma regioner vilar de hela dagen och är aktiva på natten. De bildar mindre flockar med 5 till 25 individer beroende på utbredningsområde. Honor lever hela livet tillsammans med sina ungar i grupper med andra honor. Flocken lämnas bara vid födandet av nya ungar. Hannar bildar egna grupper med 4 till 5 individer. I deras flock finns en utpräglad hierarki. Under parningstiden uppsöker hannarna honornas flock och strider där med andra hannar om rätten att para sig.
Vildgetter är uteslutande växtätare som livnär sig av gräs, örter och andra växtdelar.
Beroende på region äger parningen rum mellan augusti och december. Efter dräktigheten som varar 150 till 170 dagar föder honan mellan januari och maj en till två ungar. Ungarna väger vid födelsen cirka 2 kg och kan i loppet av 24 timmar gå. Honan slutar efter fyra till fem månader med digivning men ungarna stannar fram till nästa parningstid hos modern. Honor får vanligen sina första ungar vid tre års ålder.

## Systematik
Tidigare klassificerades tamgeten och vildgeten som självständiga arter och de hade de vetenskapliga namnen Capra hircus respektive Capra aegagrus. Idag sammanfattas de till en art där tamgeten bildar en underart, enligt ICZN:s regler är Capra aegagrus namnet för hela arten.
Wilson & Reeder (2005) skiljer mellan följande 6 underarter (men de använder fortfarande artnamnet hircus):
- Tamget (Capra aegagrus hircus), den domesticerade formen som förekommer i stora delar av världen.
- Besoarget (C. a. aegagrus) i Turkiet, Kaukasus, Iran och Afghanistan.
- C. a. chialtanensis i Pakistan, bara 500 individer kvar.
- Kri-kri (C. a. cretica) på Kreta och några grekiska öar, de blandas ofta med tamgetter.
- C. a. jourensis, lever på ön Giura som tillhör Sporaderna.
- C. a. picta, finns på ön Andimilos som tillhör Kykladerna.

För de tre sistnämnda är det omstritt om de ska räknas som självständiga underarter. En nyare genetisk studie visade att dessa populationer är förvildade tamgetter. Andra zoologer listar ytterligare två underarter, C. a. blythi och C. a. turcmenica.

## Vildget och människan
Vildgeten domesticerades tidigt av människan. Enligt bekräftade källor fanns tamgeten redan 6000 år före Kristus. Nyare arkeologiska fynd från Iran tyder på att geten redan 8000 eller 10000 före Kristus var domesticerad. Tamgeten togs sedan med till andra världsdelar. I Europa fanns aldrig vildgetpopulationer och alla bestånd idag har asiatiska förfäder.
Å andra sidan är populationen av dagens vildgetter hotad. Arten jagas för köttets skull och trängs undan av boskapsdjur, däribland även tamgeten. IUCN listar vildgeten som nära hotad (near threatened).